# Rząd Richarda Bienerta
 Rząd Richarda Bienerta – rząd Protektoratu Czech i Moraw pod kierownictwem Richarda Bienerta, powołany  19 stycznia 1945. Urzędował do 5 maja 1945.

## Skład rządu[1]
| Stanowisko                           | Minister           | Ugrupowanie | Okres urzędowania   |
| ------------------------------------ | ------------------ | ----------- | ------------------- |
| Premier Minister spraw wewnętrznych  | Richard Bienert    | NS          | od 19 stycznia 1945 |
| Wicepremier Minister sprawiedliwości | Jaroslav Krejčí    | NS          | od 19 stycznia 1945 |
| Minister finansów                    | Josef Kalfus       | NS          | od 19 stycznia 1945 |
| Minister transportu i technologii    | Jindřich Kamenický | NS          | od 19 stycznia 1945 |
| Minister gospodarki i pracy          | Walter Bertsch     | NS          | od 19 stycznia 1945 |
| Minister rolnictwa i leśnictwa       | Adolf Hrubý        | NS          | od 19 stycznia 1945 |
| Minister szkolnictwa i edukacji      | Emanuel Moravec    | NS          | od 19 stycznia 1945 |